# Ranunculus mainlingensis
Ranunculus mainlingensis är en ranunkelväxtart som beskrevs av Wen Tsai Wang. Ranunculus mainlingensis ingår i släktet ranunkler, och familjen ranunkelväxter. Inga underarter finns listade i Catalogue of Life.